# Євреї в Намібії
Євреї в Намібії є етнічною меншиною. Основна маса складається переважно з нащадків єврейських торговців, які приїхали в Намібію з Південної Африки.

## Історія
Першими євреями, які влаштувалися в Намібії, були брати де Пас. У 1861 році брати Де Пас заснували в місті Помона компанію «Помона». Після того, як у 1884 році територія Намібії була включена до складу колонії Німецька Південно-Західна Африка, кількість євреїв в Намібії значно зросла. Це було пов'язано з підйомом економіки даного регіону. Однак, за законами Німеччини того часу в Намібії не могло проживати понад 100 євреїв. Більшість євреїв у той час мешкало в Свакопмунді. Після поразки Німецької імперії в Першій світовій війні Ліга Націй віддала Намібію під мандат Південно-Африканського Союзу. Єврейське населення Намібії мало тісні зв'язки з євреями в Південній Африці. Незабаром кількість євреїв в Намібії почала збільшуватися. У 1965 році в Намібії (в основному у Віндгуку) вже налічувалося близько 400-500 євреїв, що становило на той час близько одного відсотка від загальної чисельності білого населення в Намібії. Євреї відігравали значну роль на політичній арені Намібії, до проголошення незалежності цією країною. Так, мером Віндгука тричі ставали представники єврейської національності, один був обраний депутатом в Національну асамблею Намібії.

## Сучасне становище
Після того як 21 березня 1990 року Намібія стала незалежною країною, кількість білого населення різко скоротилася. В даний момент на території Намібії проживає близько 100 євреїв. В основному євреї проживають у Віндгуку в кварталі, побудованому для них в 1917 році, там є синагога і общинний зал. Невелика громада з 12 єврейських сімей проживає в місті Кітмансхуп.
У 1994 році Ізраїль і Намібія встановили дипломатичні відносини.

## Відомі представники
- Гарольд Пупкевиць[4]